# Sedlitschanen
Die Sedlitschanen (tschechisch Sedličané) waren für die ältere Forschung ein westslawischer Stamm im äußersten Nordwesten Böhmens.
Mittelpunkt war demnach die Burg Sedlec an der Eger (Ohře) im heutigen Karlovy Vary.

## Geschichte
In einer Grenzbeschreibung des Bistums Prag aus dem Jahre 1086, die wahrscheinlich die Verhältnisse zur Zeit der Gründung des Bistums 973 wiedergibt, werden Zedlica als Nachbarn der Liusena (Lutschanen) angegeben.
Bis 1226 war Sedlec Zentrum einer "provincia Sedlensis". Danach wurde die Burg Loket (civitas Loket) Verwaltungsmittelpunkt des Zettlitzer Ländchens.